# Fairyland (singolo)
Fairyland è un brano musicale della cantante giapponese Ayumi Hamasaki, pubblicato come suo trentaseiesimo singolo il 3 agosto 2005. Il singolo ha debuttato direttamente alla prima posizione della classifica Oricon dei singoli più venduti in Giappone, dove è rimasto una settimana ed ha venduto oltre 172 000 copie. In totale il singolo venderà 316 000 copie diventando uno dei maggiori successi commerciali per la cantante. Fairyland" è il primo singolo della cantante ad avere copertine differenti per le versioni CD e CD+DVD.

## Tracce
CD singolo
CD
1. Fairyland (Ayumi Hamasaki, tasuku)
2. Alterna (Ayumi Hamasaki, Hagiwara Shintaro, Sosaku Sasaki)
3. Step You (DJ Taki-Shit More Step Up Remix) – 4:16
4. Fairyland (Bright Field Remix) – 5:30
5. Fairyland (Instrumental) – 5:17
6. Alterna (Instrumental) – 5:28

DVD
1. Fairyland (PV)
2. Alterna ([PV)
3. Fairyland (making of photo gallery)

## Classifiche
| Classifica (2005)           | Posizione più alta |
| --------------------------- | ------------------ |
| Oricon Weekly Singles Chart | 1                  |